# Montezuma (Graun)
Montezuma (título original en italiano; en español, Moctezuma) es una ópera seria (tragedia per musica) en tres actos con música de Carl Heinrich Graun. El libreto se escribió en francés por el patrón de Graun, Federico el Grande, rey de Prusia, y traducido al italiano por Giampetro Tagliazucchi. Se estrenó el 6 de enero de 1755 en el Hofoper de Berlín.
La trama se refiere a la conquista de México por Hernán Cortés y la derrota del emperador azteca Montezuma. El papel principal lo estrenó un castrato, pero actualmente se representa por un contratenor o por una mezzosoprano.
Es una ópera poco representada en la actualidad; en las estadísticas de Operabase aparece con sólo dos representaciones en el período 2005-2010, pero es la más representada de Graun.

## Grabaciones
| Año  | Elenco: Erissena Eupaforice Ferdinando Cortes Montezuma Pilpatoè Tezeuco Narvès                                               | Director, Coro y orquesta                                                                    | Discográfica                                                   |
| ---- | --- | -------------------------------------------------------------------------------------------- | -------------------------------------------------------------- |
| 1966 | Elizabeth Harwood Joan Sutherland Monica Sinclair Lauris Elms Rae Woodland Joseph Ward                                        | Richard Bonynge, Orquesta Filarmónica de Londres                                             | Decca 6.35516 (2 LP) / Decca 448 977 2 (CD)                    |
| 1992 | Angélica Uribe Sánchez Dorothea Wirtz Maria Luisa Tamez Encarnación Vázquez Lourdes Ambriz Conchita Julian Ana Caridad Acosta | Johannes Goritzki, Coro de cámara Cantica Nova Solistenensemble der Deutschen Kammerakademie | Capriccio/Naxos of America 6003-2 (2 CD 135'46 Studio)         |
| 2011 | Angélica Uribe Sánchez Dorothea Wirtz Maria Luisa Tamez Encarnación Vázquez Lourdes Ambriz Conchita Julian Ana Caridad Acosta | Johannes Goritzki, Coro de cámara Cantica Nova Solistenensemble der Deutschen Kammerakademie | Capriccio/Naxos of America C7085 (2 CD. Barcode: 845221070858) |